# ماساتوشی تاناکا
ماساتوشی تاناکا (ژاپنی: 田中 政俊؛ زادهٔ ۵ آوریل ۱۹۷۷) یک بازیکن فوتبال اهل ژاپن است.
از باشگاه‌هایی که در آن بازی کرده‌است می‌توان به باشگاه فوتبال یوکوهاما مارینوس اشاره کرد.